# کمتر از شیطان
کمتر از شیطان (انگلیسی: Less Than Evil; کره‌ای: 나쁜 형사) یک مجموعه تلویزیونی کره جنوبی سال ۲۰۱۸ بر پایه مجموعه بریتانیایی لوتر است. در این مجموعه شین ها کیون، لی سول، پارک هو سان و کیم گون وو ایفای نقش کردند. کمتر از شیطان مجموعه از ۳ دسامبر ۲۰۱۸ تا ۲۹ ژانویه ۲۰۱۹، روزهای دوشنبه و سه‌شنبه ساعت ۲۲:۰۰ (کی‌اس‌تی) از ام‌بی‌سی پخش شد.